# إكسوفيالا جانسيلمية
المتفالية الجانسميلية هي فطر رمي التغذية من عائلة الهيربوتريتشيلاسيا.